# Toby Salaman
Toby Salaman (* 1944 in Sussex, England) ist ein britischer Schauspieler.
Salaman absolvierte seine Schauspielausbildung bei John Blatchley und Yat Malgren am Drama Centre London. Salaman begann seine Karriere in den 1960er Jahren als Theaterschauspieler. Er gab sein professionelles Schauspieldebüt am Travers Theatre in Edinburgh im März 1966 unter der Regie von Peter Gill in der Premiere der Neufassung des Theaterstücks The Dwarfs von Harold Pinter und in dem Schauspiel The Local Stigmatic von Heathcote Williams. Auf einer Tournee in den Vereinigten Staaten war er 1966, noch vor Abschluss seiner Ausbildung, in den Theaterstücken The Dwarfs und A Night Out von Harold Pinter aufgetreten.  Mit The Local Stigmatic trat Salaman anschließend im März und Juni 1966 auch am Royal Court Theatre in London auf. 1973 spielte er am Watford Palace Theatre die Rolle des Pedro de Candía in dem Schauspiel The Royal Hunt Of The Sun von Peter Shaffer. 1973 war er auch am Hampstead Theatre Club an der Seite von John Shrapnel in dem Stück Gespenster (englischer Titel: Ghosts) von Wolfgang Bauer zu sehen. 1983 trat er beim Philadelphia Festival Theatre for New Plays als Scrope in dem Drama Victory von Howard Baker auf. 1984 spielte er am Greenwich Theatre in dem Stück Two Planks and a Passion von Anthony Minghella. 1994 spielte er am Haymarket Theatre in Leicester den britischen Thronfolger Prinz Charles in der satirischen Komödie The Queen and I, eine Bühnenfassung des gleichnamigen Romans von Sue Townsend.
Sein Filmdebüt gab er 1977 als Gefreiter (Private) Stephenson in dem Kriegsfilm Die Brücke von Arnheim. In der TV-Serie Holocaust – Die Geschichte der Familie Weiß spielte er die Rolle des Kovel, eines jüdischen Partisanen aus dem Ghetto Vilnius, der als Kurier über die Vernichtung der Juden in Vilnius berichtete und vor der bevorstehenden Liquidierung des Warschauer Ghettos warnte. In Beginner’s Luck war er Marks Vater. In 24 Hour Party People spielte er die Rolle von „Sir Keith Joseph“. Im Fernsehfilm  Daniel Deronda spielte er die Rolle von „Miller“. 2001 verkörperte in der Episode Gott schütze dieses Haus aus der Krimalserie Inspector Lynley die Rolle des Polizeipsychologen Dr. Samuels. In der britischen Miniserie Elizabeth I übernahm er 2005 die Rolle des königlichen Leibarztes Dr. Lopez, der die Königin Elisabeth I. untersucht und feststellt, dass sie noch „virgo intacta“ ist. In der Krimiserie Waking the Dead – Im Auftrag der Toten übernahm er in der Doppelfolge Mask of Sanity die Rolle des Frank Reilly.

## Filmografie
- 1977: Die Brücke von Arnheim (A Bridge Too Far)
- 1978: Holocaust – Die Geschichte der Familie Weiß (Holocaust)
- 1978: The Odd Job
- 1983: Nelly’s Version
- 1987: Bellman and True – Gangster wider Willen (Bellman and True)
- 1988: Zwei Welten
- 1991: Thatcher: The Final Days (Fernsehfilm)
- 2001: Inspector Lynley: Gott schütze dieses Haus (A Great Deliverance)
- 2001: Beginner’s Luck
- 2002: 24 Hour Party People
- 2002: Daniel Deronda (Fernsehfilm)
- 2005: Elizabeth I (Miniserie)
- 2006: Kenneth Williams: Fantabulosa! (Fernsehfilm)
- 2007: Waking the Dead – Im Auftrag der Toten (Waking the Dead) (Fernsehserie)